# Dorfkirche Vollmershain

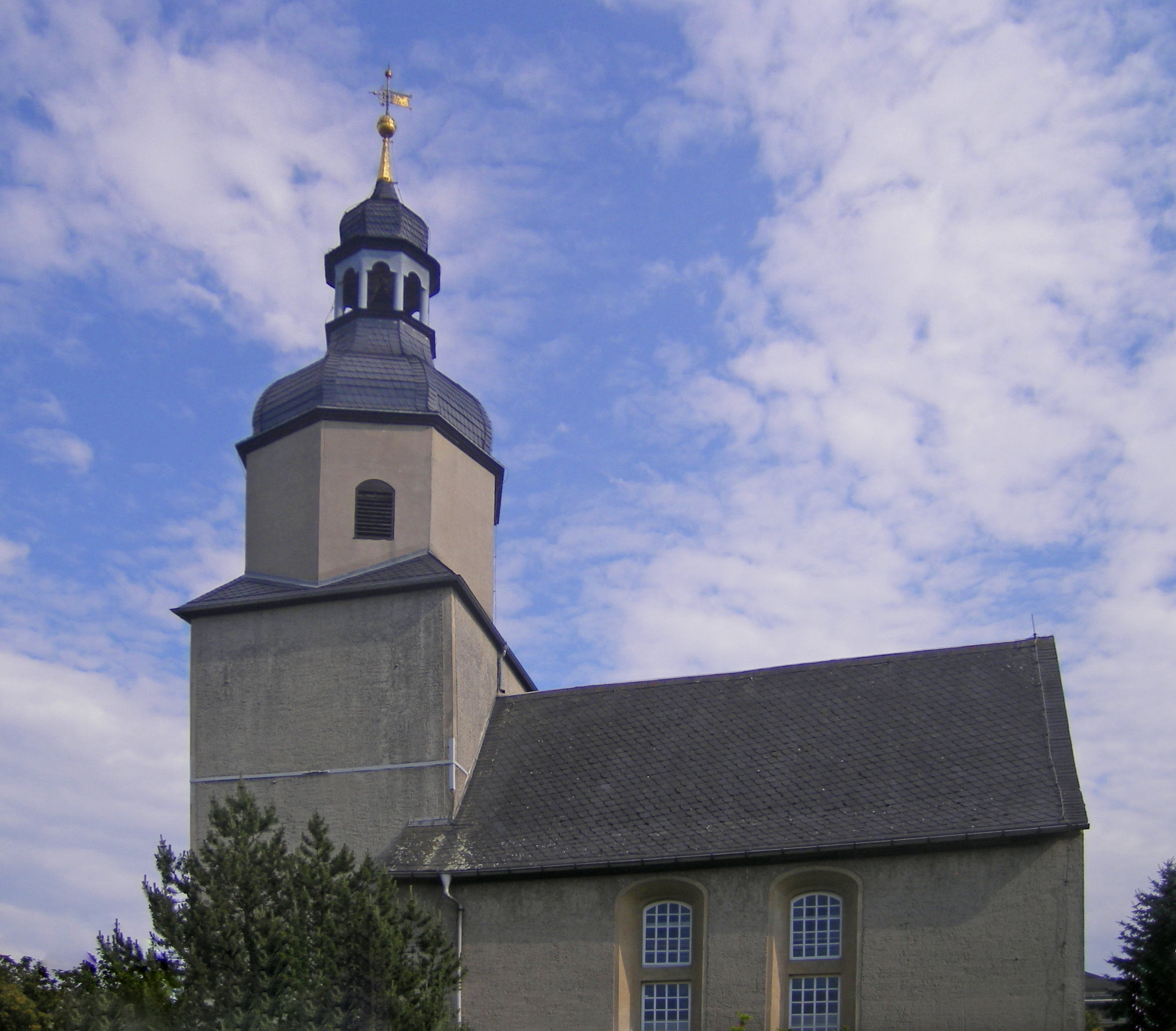
Die Kirche

Die evangelisch-lutherische Dorfkirche Vollmershain steht auf einer Anhöhe im Zentrum der Gemeinde Vollmershain im Landkreis Altenburger Land in Thüringen.

## Geschichte
Das Gotteshaus soll in der Romanik um 1200 gebaut worden sein. Es ist mit einer Mauer umgeben, die gleichzeitig den Friedhof schützt.

## Architektur
Der Kirchturm besitzt einen romanischen Grundstock mit östlich angebauter Apsis. Das spätgotische Kirchenschiff wurde durch viele Umbauten und Reparaturen geprägt. Die letzte Sanierung fand 1977 bis 1983 statt.